# Жилое и административное здание сооружений Второй очереди Петроградского городского трамвая
Жилое и административное здание сооружений Второй очереди Петроградского городского трамвая — памятник архитектуры. Расположен в Петроградском районе Санкт-Петербурга, современный адрес дома — Барочная улица, 12.
Здание было построено на территории трамвайного парка по проекту Александра Ламагина в 1913-15 годах. Преимущественно использован неоклассический стиль, ряд деталей и рисунок оконных проёмов отсылают к стилю модерн.
Цоколь здания выполнен из околотого гранита, на первом этаже окна арочные, на торцевых частях размещены полуфронтоны. На цокольном этаже сделана линейная рустовка. Входные порталы и ряд элементов фасада украшены лепниной — рогами изобилия, львиными маскаронами, меандром, гирляндами с лентами, женским маскароном, датами постройки «1914» и «1915». На тимпане фронтона — гербовый щит (заполнение которого утрачено). Над окнами первого этажа — замковые камни, у входных порталов — овальные окна в наличниках и лучковые фронтоны на трёхчетвертных колоннах.
К 2005 году в здании было общежитие ГУП «Горэлектротранс»; в том году компания «ЮИТ Санкт-Петербург» выиграла право аренды территории бывшего трамвайного парка для возведения элитного жилого комплекса. Здание как памятник архитектуры не снесли, но приспособили под офисы, демонтировав внутренние стены, перекрытия, кровлю, надстроив мансардный этаж и создав технические надстройки (в том числе котельную) на крыше. Согласно вице-губернатору Роману Филимонову, на 2010 год здание считалось новостроем.